# ORP Kujawiak (L72)
Pour les autres navires du même nom, voir ORP Kujawiak et HMS Oakley.
L'ORP Kujawiak est un destroyer d'escorte polonais de la classe Hunt Type II en service pendant la Seconde Guerre mondiale, initialement britannique sous le nom de HMS Oakley.

## Construction
Sa quille est posée le 22 novembre 1939 au chantier naval Vickers-Armstrongs sur la Tyne. Il est lancé le 30 octobre 1940 sous le nom de HMS Oakley. Il est renommé ORP Kujawiak à la fin de juin 1941 et mis en service dans la marine polonaise le 17 juin 1941 sous le commandement du Kapitan marynarki Ludwik Lichodziejewski.
Les navires de classe Hunt sont censés répondre au besoin de la Royal Navy d'avoir un grand nombre de petits navires de type destroyer capables à la fois d'escorter des convois et d'opérer avec la flotte. Les Huntde type II se distinguent des navires précédents type I par une largeur (Maître-bau) accru afin d'améliorer la stabilité et de transporter l'armement initialement prévu pour ces navires.
Le Hunt type II mesure 80,54 m de longueur entre perpendiculaires et 85,34 m de longueur hors-tout. Le Maître-bau du navire mesure 9,60 m et le tirant d'eau est de 3,51 m. Le déplacement est de 1070 t standard et de 1510 t à pleine charge.
Deux chaudières Admiralty produisant de la vapeur à 2100 kPa et à 327 °C alimentent des turbines à vapeur à engrenages simples Parsons qui entraînent deux arbres d'hélices, générant 19 000 chevaux (14 000 kW) à 380 tr/min. Cela donné une vitesse de 27 nœuds (50 km/h) au navire. 281 t de carburant sont transportés, ce qui donne un rayon d'action nominale de 2 560 milles marins (4 740 km) (bien qu'en service, son rayon d'action tombe à 1 550 milles marins (2 870 km)).
L'armement principal du navire est de six canons de 4 pouces QF Mk XVI (102 mm) à double usage (anti-navire et anti-aérien) sur trois supports doubles, avec un support avant et deux arrière. Un armement antiaérien rapproché supplémentaire est fourni par une monture avec des canons quadruple de 2 livres "pom-pom" MK.VII et deux  canons Oerlikon de 20 mm Mk. III montés dans les ailes du pont. Les montures jumelles motorisées d'Oerlikon sont remplacées par des Oerlikons simples au cours de la guerre. Jusqu'à 110 charges de profondeur pouvaient être transportées,. Le navire a un effectif de 168 officiers et hommes,.

## Historique

### 1941
Le 18 juin, le Kujawiak est attaqué par des avions allemands lors de son passage de la Tyne à Scapa Flow pour se préparer au service opérationnel avec des navires de la Home Fleet. Le tirs de l'avion touchent les munitions prêtes à l'emploi de 4 pouces qui explosent et fait un mort. Après avoir achevé sa mise en condition le 25 juillet, il rejoint la 15e Flottille de destroyers basée à Plymouth pour des escortes de convois locaux et des tâches de patrouille.
Le 23 octobre, le Kujawiak est déployé avec un autre destroyer polonais, l'ORP Krakowiak, pour l'escorte du convoi intérieur SL89 pendant l'étape finale de passage en mer d'Irlande de Freetown à Liverpool. Le 22 décembre, il appareille de Scapa Flow dans le cadre de la Force J pour effectuer des débarquements sur les îles Lofoten dans le cadre de l'opération Claymore. Deux jours plus tard, le 27 décembre, le destroyer subit de légers dégâts à cause d'un accident lors d'attaques aériennes.

### 1942
Au début de juin 1942, le Kujawiak est mobilisé auprès de la Home Fleet dans le cadre de l'escorte du convoi de secours prévu à Malte (opération Harpoon). Le 6 juin, il rejoint le convoi militaire WS19S dans les approches nord-ouest dans le cadre de l'Ocean Escort pour le passage à Gibraltar. Il rejoint la Force X à Gibraltar le 12 juin, dont la tâche était d'escorter le convoi Harpoon à travers le canal de Sicile jusqu'à Malte. Le 14 juin, le convoi subit des attaques aériennes lourdes et soutenues au cours desquelles le croiseur Liverpool est endommagé. Le lendemain, les attaques aériennes se poursuivant, le Kujawiak prend part à l'engagement contre les navires de guerre italiens tentant d'intercepter et d'attaquer le convoi.
Vers minuit, le 16 juin, alors qu'il fait route vers Grand Harbour, à Malte, il subit d'importants dégâts structurels à la proue après avoir sauté sur une mine tout en portant secours au Badsworth, lui aussi miné. Le Kujawiak sombre avant une tentative de remorquage. 25 membres d'équipage décèdent dans le naufrage.

## Découverte de l'épave
Le 22 septembre 2014, son épave est découverte lors d'une expédition polonaise à une profondeur de 100 m reposant sur son côté gauche. Plusieurs plongées ont été effectuées en 2015 et 2017, cette dernière récupérant la cloche du navire qui a été transmise au Musée maritime de Malte en vue d'une conservation et affichage. Le gouvernement maltais a déclaré le site de l'épave comme tombe de guerre et interdit la plongée non autorisée.